# Roger Verhaert
Roger Verhaert, (Antwerpen, 30 maart 1938 – Antwerpen, 2 maart 2008), was een Belgisch kunstschilder. Hij schilderde vooral portretten, naakten, landschappen, en stillevens.

## Biografie
Roger Verhaert werd geboren in Antwerpen en woonde in Deurne, waar hij ook zijn atelier had. Hij begon als tekenaar, ontwerper, en decorateur bij verschillende Antwerpse firma’s. Hij studeerde kunst aan kunstschool Academia te Borsbeek, de Koninklijke Academie voor Beeldende Kunsten van Mechelen, Stedelijke Academie voor Schone kunsten te Sint-Niklaas, en het Nationaal Hoger Instituut voor Schone Kunsten te Antwerpen. Aldaar kreeg hij les van onder meer beeldhouwer-graficus René Smits, en kunstschilder Hubert De Volder. Hij was jarenlang leerkracht tekenen en schilderen op de gemeentelijke kunstschool Academia te Borsbeek.

## Oeuvre
Roger Verhaert had een fascinatie voor de mens, wat resulteerde in heel levendige werken. Hij legde zich in hoofdzaak toe op het figuur, het naakt, en het portret. Hij schilderde vooral olieverf op doek, maar ook pastel, aquarel, en schetsen. Daarnaast schilderde hij ook landschappen en stillevens.

## Overzicht van enkele tentoonstellingen
Roger Verhaert hield zijn eerste individuele tentoonstelling al toen hij 38 jaar was. In de jaren ‘70 en ’80 hield hij verschillende grote individuele overzichtstentoonstellingen.
- 1976 - Kunstcentrum Hof De Bist te Ekeren
- 1977 - Hendrik De Braekeleerstudio te Antwerpen
- 1978 - Kunsthandel Danthe te Sint-Niklaas
- 1979 - Kunstcentrum Hof De Bist te Ekeren
- 1981 - De Casteleyn te Hingene
- 1982 - Kunstcentrum Hof De Bist te Ekeren
- 1984 - Galerij Brabo (Mercator) te Antwerpen

Hiernaast had hij nog vele groepstentoonstellingen, onder andere in Deurne, Sint-Niklaas, Hulst ( Nederland ), Belsele, en Willebroek.

## Onderscheidingen
- Regeringsmedaille voor tekenen - de Academie voor Schone Kunsten te Berchem
- Regeringsmedaille voor tekenen - Koninklijke Academie voor Schone Kunsten te Mechelen
- Gouden regeringsmedaille voor schilderen - Academie voor Schone Kunsten te Sint-Niklaas